# Rocco Grimaldi
Rocco Niccolas Grimaldi, född 8 februari 1993, är en amerikansk professionell ishockeyspelare som är kontrakterad till NHL-organisationen Nashville Predators och spelar för deras primära samarbetspartner Milwaukee Admirals i AHL. 
Han har tidigare spelat på NHL-nivå för Colorado Avalanche och Florida Panthers och på lägre nivåer för San Antonio Rampage och Portland Pirates i AHL, North Dakota Varsity Athletics (University of North Dakota) i NCAA och inom USA Hockey National Team Development Program.
Grimaldi draftades i andra rundan i 2011 års draft av Florida Panthers som 33:e spelare totalt.
Han skrev på ett ettårskontrakt värt 650 000 dollar med Nashville Predators den 1 juli 2018.

## Statistik
| 2005–2006   | Little Caesars Bantam Minor AAA | T1EMBHL     | 24  | 32 | 28 | 60  | 38  | — | — | — | — | — |
|             | Little Caesars Bantam Minor AAA |             | 53  | 79 | 43 | 122 | —   | — | — | — | — | — |
| 2006–2007   | Little Caesars Bantam Major AAA | T1EBHL      | 24  | 15 | 21 | 36  | 48  | — | — | — | — | — |
| 2007–2008   | Little Caesars U16              | T1EHL U16   | 29  | 19 | 19 | 38  | 62  | — | — | — | — | — |
|             | Little Caesars U16              |             | 76  | 60 | 68 | 128 | 119 | — | — | — | — | — |
| 2008–2009   | Little Caesars U18              | T1EHL U18   | 31  | 17 | 26 | 43  | 17  | — | — | — | — | — |
| 2009–2010   | USNTDP Juniors                  | USHL        | 32  | 11 | 9  | 20  | 22  | — | — | — | — | — |
|             | U.S. National U17 Team          |             | 36  | 14 | 26 | 40  | 38  | — | — | — | — | — |
|             | U.S. National U18 Team          |             | 26  | 7  | 16 | 23  | 12  | — | — | — | — | — |
| 2010–2011   | USNTDP Juniors                  | USHL        | 23  | 12 | 13 | 25  | 18  | — | — | — | — | — |
|             | U.S. National U18 Team          |             | 58  | 39 | 34 | 73  | 65  | — | — | — | — | — |
| 2011–2012   | North Dakota Varsity Athletics  | NCAA        | 4   | 1  | 1  | 2   | 2   | — | — | — | — | — |
| 2012–2013   | North Dakota Varsity Athletics  | NCAA        | 40  | 13 | 23 | 36  | 18  | — | — | — | — | — |
| 2013–2014   | North Dakota Varsity Athletics  | NCAA        | 42  | 17 | 22 | 39  | 48  | — | — | — | — | — |
| 2014–2015   | Florida Panthers                | NHL         | 7   | 1  | 0  | 1   | 4   | — | — | — | — | — |
|             | San Antonio Rampage             | AHL         | 64  | 14 | 28 | 42  | 22  | 3 | 1 | 0 | 1 | 4 |
| 2015–2016   | Florida Panthers                | NHL         | 20  | 3  | 2  | 5   | 2   | 2 | 0 | 0 | 0 | 2 |
|             | Portland Pirates                | AHL         | 52  | 16 | 17 | 33  | 20  | 5 | 0 | 4 | 4 | 0 |
| 2016–2017   | Colorado Avalanche              | NHL         | 4   | 0  | 1  | 1   | 2   | — | — | — | — | — |
|             | San Antonio Rampage             | AHL         | 72  | 31 | 24 | 55  | 39  | — | — | — | — | — |
| 2017–2018   | Colorado Avalanche              | NHL         | 6   | 1  | 2  | 3   | 0   | — | — | — | — | — |
|             | San Antonio Rampage             | AHL         | 49  | 15 | 16 | 31  | 32  | — | — | — | — | — |
| 2018–2019   | Milwaukee Admirals              | AHL         | —   | —  | —  | —   | —   | — | — | — | — | — |
| NHL totalt  | NHL totalt                      | NHL totalt  | 37  | 5  | 5  | 10  | 8   | 2 | 0 | 0 | 0 | 2 |
| AHL totalt  | AHL totalt                      | AHL totalt  | 237 | 76 | 85 | 161 | 113 | 8 | 1 | 4 | 5 | 4 |
| NCAA totalt | NCAA totalt                     | NCAA totalt | 86  | 31 | 46 | 77  | 68  | — | — | — | — | — |
| USHL totalt | USHL totalt                     | USHL totalt | 55  | 23 | 22 | 45  | 40  | — | — | — | — | — |